# (17459) Andreashofer
(17459) Andreashofer est un astéroïde de la ceinture principale.

## Description
(17459) Andreashofer est un astéroïde de la ceinture principale. Il fut découvert le 13 octobre 1990 à Tautenburg par Freimut Börngen et Lutz Dieter Schmadel. Il présente une orbite caractérisée par un demi-grand axe de 2,25 UA, une excentricité de 0,18 et une inclinaison de 6,1° par rapport à l'écliptique.

## Compléments